# زنگ تفریح: فرار از مدرسه
زنگِ تفریح: فرار از مدرسه (انگلیسی: Recess: School's Out) همچنین با نام زنگِ تفریح: فیلم - فرار از مدرسه (انگلیسی: Recess: The Movie - School's Out) شناخته می‌شود، یک انیمیشن کمدی-ماجراجویی آمریکایی محصول سال ۲۰۰۱ است که بر اساس مجموعه تلویزیونی دیزنی زنگ تفریح ساخته شده و با صداپیشگی اندرو لارنس، ریکی دشون کالینز، جیسون دیویس، اشلی جانسون، کورتلند مید، پاملا ادلون، دابنی کلمن، ملیسا جون هارت، ایپریل وینچل و جیمز وودز است.
از آنجایی که وقایع فیلم بین فصل‌های پنجم و ششم زنگ تفریح اتفاق می‌افتد، فیلم حول محور تی.جی. دیتوایلر و دوستانش است که نقشه‌ای برای خلاص شدن از تعطیلات تابستانی که در مدرسه آن‌ها انجام می‌شود کشف می‌کنند. این انیمیشن توسط والت دیزنی پیکچرز، تلویزیون والت دیزنی و انیمیشن تلویزیونی دیزنی ساخته شده توسط Sunwoo Animation و Sunwoo Digital International تولید شده است.
این فیلم توسط استودیو سینمایی والت دیزنی با بودجۀ ۲۳ میلیون دلاری توزیع شد، اولین‌بار در ۱۰ فوریه ۲۰۰۱ به‌نمایش درآمد و در ۱۶ فوریه ۲۰۰۱ در آمریکا اکران شد.